# Jack Reacher
Jack Reacher, vanligen kallad endast "Reacher," är en litterär figur skapad av Lee Child och huvudrollsinnehavaren i bokserien med samma namn.

## Biografisk information
Jack Reacher är en före detta United States Army militärpolismajor. Han föddes på en armébas i Berlin den 29 oktober 1960. Vid 24 års ålder började han vid USA:s militärakademi i West Point.
Efter genomförd utbildning tjänstgjorde han under 13 år som militärpolis. Under sin tjänstgöring var han ledare för en fiktiv enhet, 110:e specialutredningsenheten, skapad för att ta hand om exceptionellt tuffa fall, ofta med medlemmar från United States Army Special Forces involverade.
Sedan han blev uppsagd har han varit dagdrivare.

## Utseende och fysik
Reacher har blå ögon och ljust hår. 
Han är 1,95 m lång, med 127 cm vid bröstkorg och väger normalt cirka 110 kg. Dock när han i Bränd arbetade som pool-grävare i Florida var han som mest vältränad och vägde hela 125 kg och hade inte "ett enda gram fett".
Han framställs i flera böcker som exceptionellt stark, men inte speciellt bra på att springa på grund av sin stora kroppshydda. Enligt en baksidestext är Reacher "så hård att man kan åka skridskor på honom".

## Färdigheter och egenskaper
Reacher vill vara fri eftersom han växt upp och arbetat inom den hårt inrutade vardagsrutinen i Förenta Staternas armé. Därför äger han inte mer än kläderna han har på sig, en hopfällbar tandborste och sedermera även, efter Patriotic Act-lagarna, ett ID-kort.
Han har aldrig skaffat civilt körkort och är inte heller någon vidare bilförare.
Han har även den märkliga egenskapen att han i sin hjärna kan spela upp alla låtar han någon gång hört, vilket gör att han många gånger kan klara sig utan stereo- eller mp3-spelare, och lyssnar då gärna på jazz. Han har också en "inbyggd" klocka med väckningsfunktion då han alltid vet vad klockan är på ett par minuter när.
Han drabbas då och då av klaustrofobi.
Det mantra som Reacher alltid följer är att ingen skall ge sig på de svaga och ett återkommande tema i böckerna är att han hjälper svaga vänner eller andra helt okända personer som råkat ut för någon orättvisa.

## Familj
Reachers mor Josephine Moutier Reacher föddes i Frankrike 1930, och var 30 år när Reacher föddes. Hon blev änka 1988 och dog 1990, 60 år gammal. Reachers far var marinkapten och tjänstgjorde i Korea och Vietnam. Hans tjänst i United States Marine Corps bidrog till att familjen konstant flyttade runt på armébaser runt om i världen. Han dog 1988.
Reacher har en bror, den två år äldre Joe Reacher. Joe föddes på en armébas i Filippinerna. Joe tog även han examen från West Point och tillbringade fem år inom militär underrättelseverksamhet innan han började på Finansdepartementet. Joe dog i tjänsten 38 år gammal, under ett möte i en utredning, se Dollar.